# آسیاب مرطوب

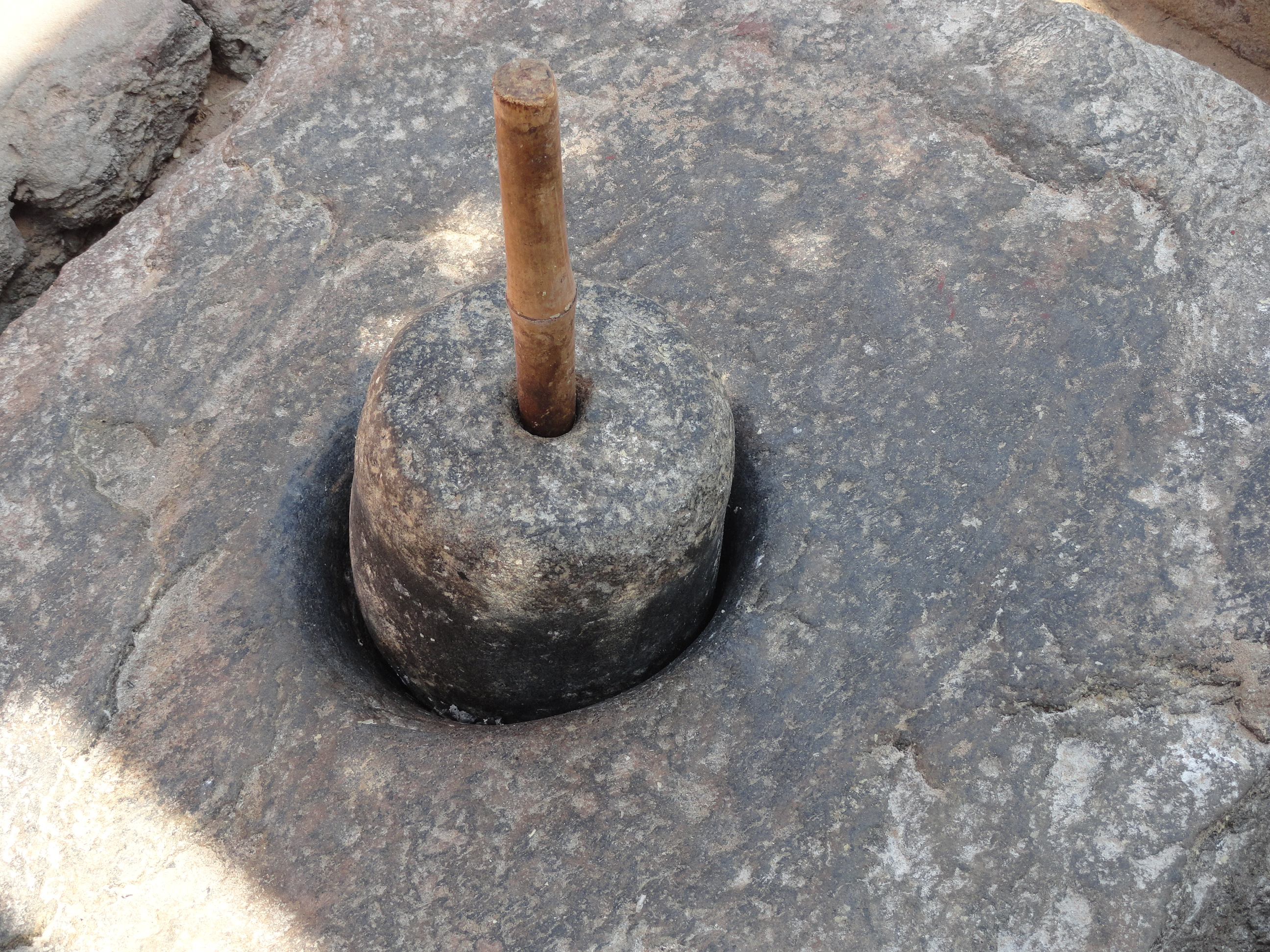
سنگ آسیاب مرطوب سنتی.

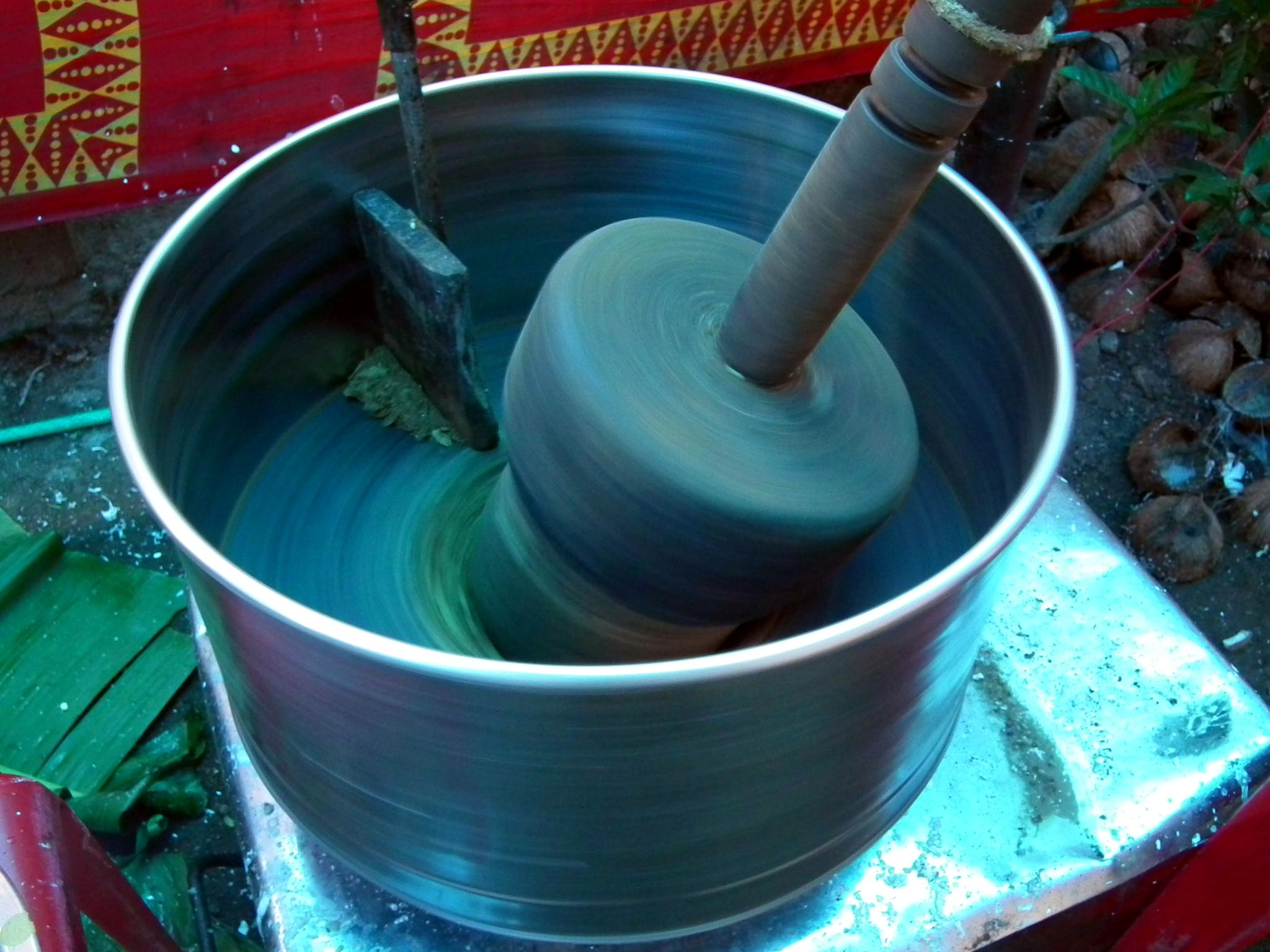
آسیاب مرطوب ابتدایی.

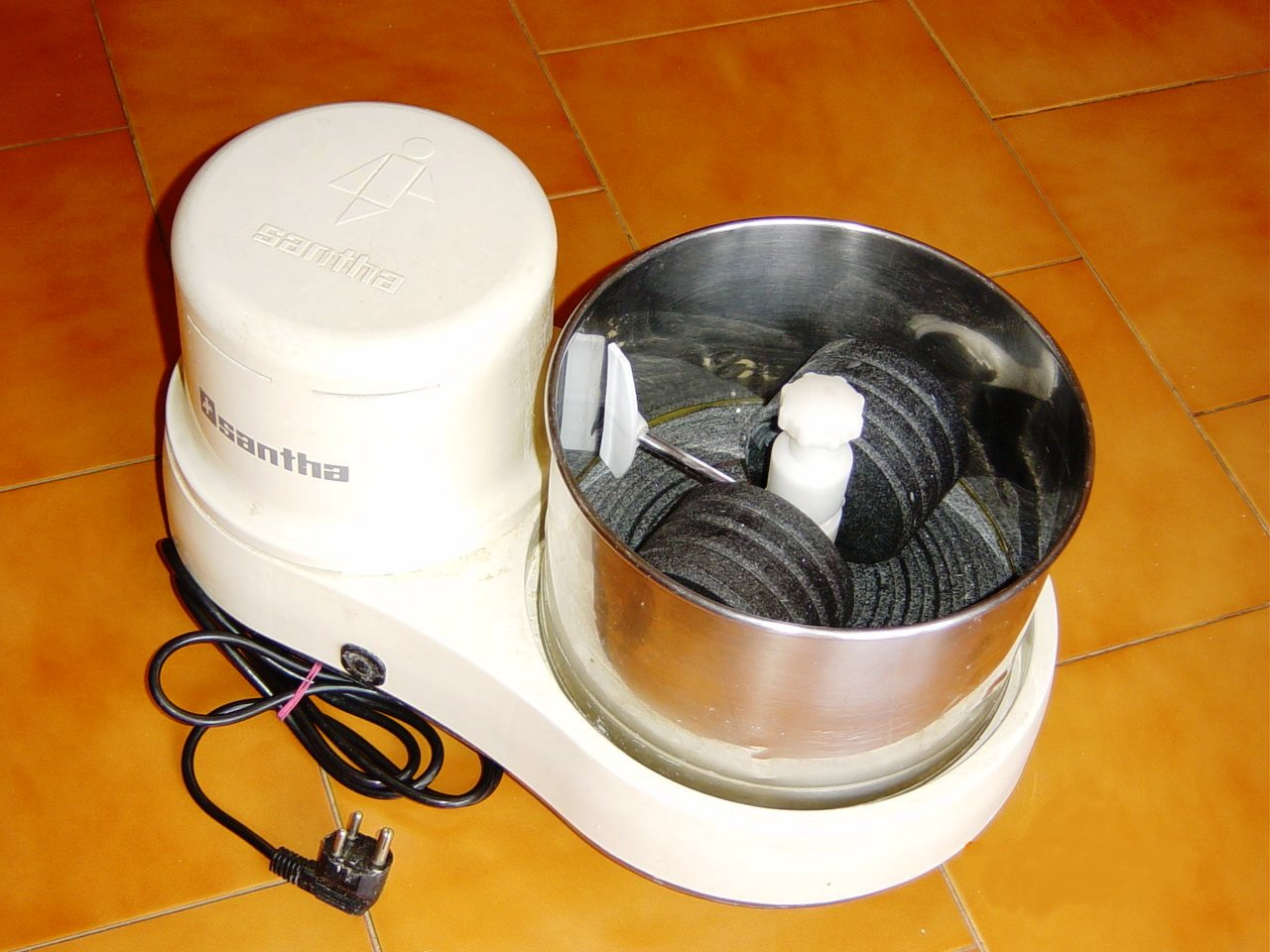
یک آسیاب مرطوب رومیزی برای آماده‌سازی غذا.

آسیاب مرطوب (انگلیسی: Wet grinder) یک وسیله خانگی برای آماده‌سازی غذا است که به خصوص در غذاهای هندی برای آسیاب کردن دانه‌های خوراکی برای تهیه خمیر یا خمیرابه استفاده می‌شود. آسیاب مرطوب در غذاهای غربی بسیار کم استفاده می‌شود اما در غذاهای هندی بسیار رایج است.
از آسیاب مرطوب برای تهیه خمیر از دانه‌های خوراکی و عدس استفاده می‌شود، از این خمیرها برای تهیه غذاهای مختلفی در مناطق جنوبی هند مثل دوسا، ایدلی، وادا، آپام و پانیارام استفاده می‌شود.
این وسیله شامل یک سنگ خارا است که داخل استوانه فلزی به کمک یک موتور الکتریکی می‌چرخد و دانه‌های خوراکی بین سنگ و استوانه خرد می‌شود.

## تاریخچه
پی. ساباپافی این وسیله را در کویمباتور در سال ۱۹۵۵ ارتقاء داد.
ساباپافی این وسیله را به شهرستان‌های دیگر مانند چنای و مادورای معرفی کرد.
در سال ۱۹۶۳ پی. بی. کریشنامورتی شروع به تبلیغات این وسیله کرد که این تبلیغات منجر به معروف شدن آسیاب مرطوب شد.
در سال ۱۹۷۵ آر. دوراسامی آسیاب مرطوب کج را اختراع کرد.
ال. جی. واردارج آسیاب مرطوب رو میزی را معرفی کرد. این وسیله جایگزین نسخه‌های قدیمی شد.

## ساخت
این وسیله شامل یک سنگ خارا است که داخل استوانه فلزی به کمک یک موتور الکتریکی می‌چرخد و دانه‌های خوراکی بین سنگ و استوانه خرد می‌شود.
آسیاب مرطوب دو مزیت نسبت به همزن یا مخلوط‌کن دارد. اول، آسیاب مرطوب حرارت کمتری نسبت به همزن تولید می‌کند و این حرارت باعث تغیر طعم در مواد غذایی نمی‌شود. دوم، سنگ‌ها مدت زمان بیشتری نسبت به تیغه‌های فلزی تیز باقی می‌مانند.

## صنعت
به عنوان محصولی که در شهرستان اختراع شده بود، کویمباتور به‌طور طبیعی مرکز ساخت آسیاب مرطوب شناخته می‌شود. دسترسی به مواد اولیه به شکل سنگ‌های خارا، واحدهای تولیدی موتور الکتریکی و تجهیزات سنگین لازم مانند دستگاه تراش، دریل و فرزکاری همه باعث تولید این وسیله شده‌اند.
شهر کویمباتور ۷۵ درصد از این نوع آسیاب را در هند تولید می‌کند.
تولید این محصول به‌طور مستقیم ۲۰٬۰۰۰ شغل و به‌طور غیرمستقیم ۵۰٬۰۰۰ شغل ایجاد کرده‌است.
با تولید این محصول حجم معاملات شهر کویمباتور از ۳۵ میلیون دلار در سال ۲۰۱۱ به ۴۳۰ میلیون دلار در سال ۲۰۱۵ افزایش پیدا کرد.

## نشانه جغرافیایی
در سال ۲۰۰۵ دولت تامیل نادو نشانه جغرافیایی را بر آسیاب مرطوب اعمال کرد.
دولت هند به‌طور رسمی در سال ۲۰۰۶ نشانه جغرافیایی را اعمال کرد.